# Engyum crassum
Engyum crassum är en skalbaggsart som beskrevs av Martins 1970. Engyum crassum ingår i släktet Engyum och familjen långhorningar. Inga underarter finns listade i Catalogue of Life.